# Here Comes the Sun
«Here Comes the Sun» es una canción de la banda británica de rock The Beatles, escrita por George Harrison para el álbum Abbey Road de 1969.
Esta canción, junto a «Something», es una de las más exitosas de las hechas por Harrison, y ambas fueron grabadas para el álbum Abbey Road. Tuvo su génesis dentro de su estrecha amistad con Eric Clapton, ya que el riff y el puente de esta canción son similares a los de una colaboración que Harrison realizó para el grupo Cream llamada "Badge". Además, esta canción contenía un solo de guitarra que fue descartado en la mezcla final que apareció en Abbey Road.
El año 1969 no fue fácil para Harrison: fue arrestado por posesión de marihuana, le sacaron las amígdalas, y salió por un tiempo de la banda. La canción fue escrita mientras Harrison se encontraba lejos de todos esos problemas.

## Historia
A principios de 1969 The Beatles estaban envueltos en problemas económicos, sus empresas de Apple Corps, creadas para aliviar su carga tributaria, fueron una hemorragia de dinero, y la banda descubrió tarde que EMI no les habían pagado lo que valían todos aquellos años de Beatlemanía. Para empeorar todo, la banda estuvo debatiendo sobre la persona que debía de llevar todos sus asuntos financieros. Por un lado Paul sugería que su suegro John Eastman, abogado, debería ser el que maneje el dinero; pero John pensó en Allen Klein, quien había trabajado antes con los Stones, y los había llenado de toda clase de fortunas. Entonces comenzaron interminables negociaciones.
Un día de abril del '69, George decidió simplemente no presentarse a una de las reuniones del grupo, en vez de eso estaba en la casa de Surrey, Inglaterra de su amigo Eric Clapton. Allí mientras paseaba en el jardín con una de las guitarras de Clapton, vio salir el sol por primera vez en primavera, signo de buen presagio para él, y Harrison escribió "Here Comes The Sun" en el acto.
La grabación de la canción, que simbolizó la eventual libertad de George del grupo, fue casi un esfuerzo solitario. Ringo y Paul hicieron una pista de ritmo, junto con la acústica de George, el 7 de julio y ayudaron en los coros al día siguiente, pero la mayor parte fue trabajo de Harrison, que más tarde añadiría el Moog modular, que se escucha en el comienzo y en los puentes. También se añadieron las palmas, guitarras acústicas y lo demás. John Lennon no participó de la grabación porque se estaba recuperando de un accidente automovilístico.

## Personal[5]
The Beatles

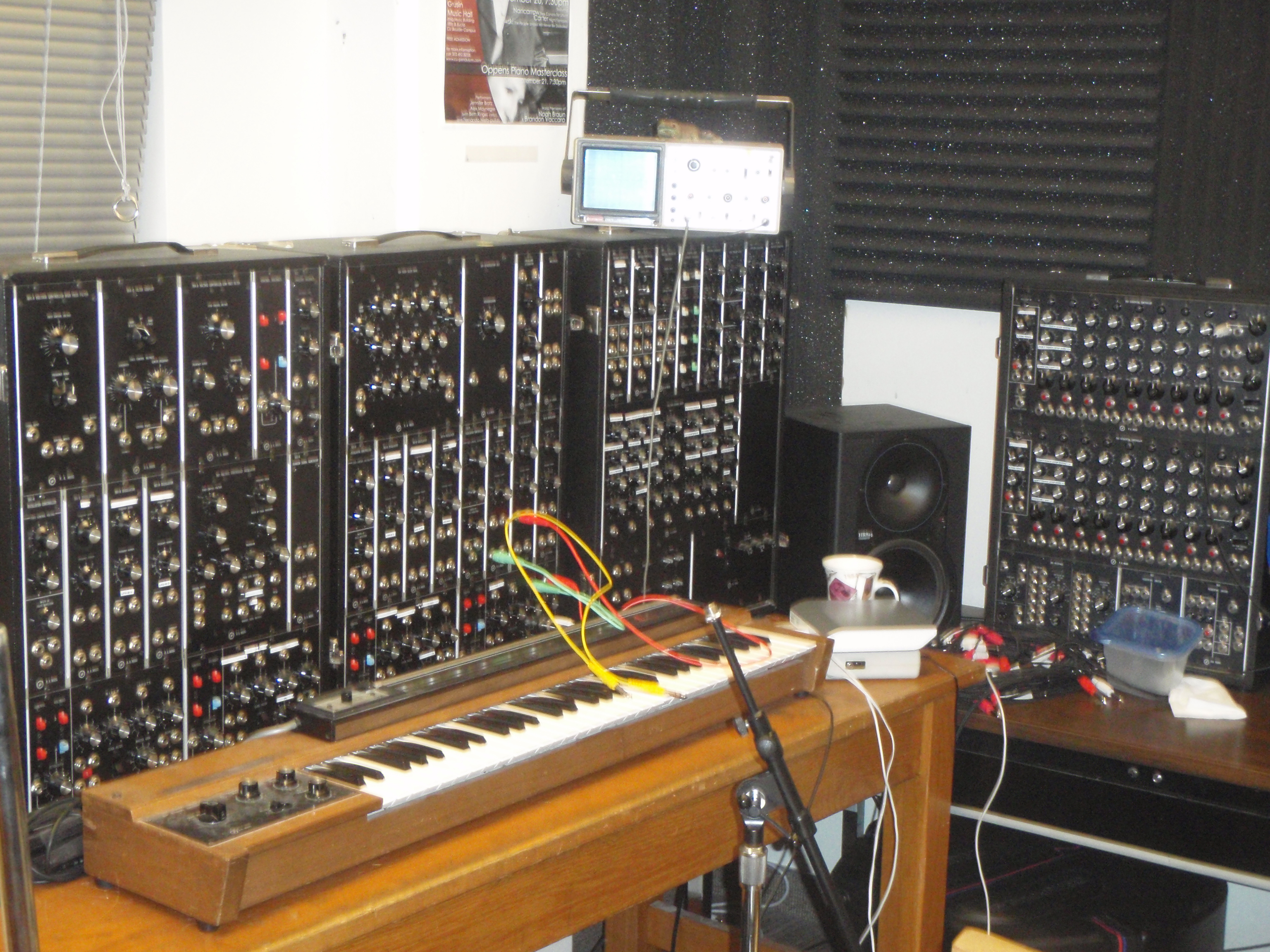
Un sintetizador moog, similar al que usó Harrison en la canción.

- George Harrison - Voz principal y coros, guitarra acústica (Gibson J-200 con transporte en el 7º traste) y eléctrica (Fender Rosewood Telecaster), Moog modular (Moog IIIp) y palmas.
- Paul McCartney - coros y bajo (Rickenbacker 4001s).
- Ringo Starr - batería (Ludwig Hollywood Maple).

Músicos adicionales (sin acreditar)
- Cuatro violas, cuatro violonchelos, un contrabajo, dos flautines, dos flautas, dos flautas altas, dos clarinetes

- Sir George Martin director de orquesta.

## Actuaciones en vivo
Harrison interpretó esta canción numerosas veces: En el Concierto para Bangladesh en 1971 con el acompañamiento en guitarra de Pete Ham; también en un dúo con Paul Simon en el Saturday Night Live en 1976; durante el concierto Prince's Trust Rock Gala en el 1987 hizo una excelente interpretación junto a Ringo Starr, Elton John, Phil Collins, Jeff Lynne y Ray Cooper.
En 1988 volvería a presentar la canción, en el Rockline junto con Jeff Lynne, nuevamente interpretando piezas de The Beatles, Bob Dylan, Pete Seeger, The Everly Brothers, Elvis Presley y Arthur Crudup. Durante la gira de Japón de 1991, hizo su penúltima aparición con esta legendaria canción. 
Finalmente en 1992 hace su última actuación con 'Here Comes The Sun' en un único concierto en Londres en el Royal Albert Hall.

## Versiones
- La canción fue versionada por el artista de reggae Peter Tosh y fue un éxito muy popular.
- En el 2010, para la versión japonesa del álbum debut de la banda Ghost, Opus Eponymous, se incluyó una versión de «Here Comes the Sun».
- Con esta canción Richie Havens alcanzó el lugar nº16 en EE. UU. el año 1971.
- Steve Harley hizo un cover muy conocido en el Reino Unido.
- La cantante y pianista Nina Simone realizó su propia versión para un álbum que llevaba el mismo nombre: Here Comes the Sun en el año 1971.
- La banda de rock argentina Soda Stereo en la parte final de su canción «Cae el Sol» de su álbum Canción Animal de 1990, introduce el acorde principal de «Here Comes the Sun».
- Una versión de «Here Comes the Sun» fue reproducida en la clausura de los Juegos Olímpicos Londres 2012.
- Otra versión de George Benson, en su LP The Other Side of Abbey Road.
- Una de las versiones más bellas es la que se registrara en el álbum In My Life. Un álbum recopilatorio de 1998 producido por George Martin, en el que el gran productor recordara temas de The Beatles regrabando nuevas versiones y arreglos con invitados de lujo. En este caso es una versión instrumental para guitarra clásica donde John Williams, el gran solista de este instrumento, se escucha acompañado por una orquesta.

Otros artistas que han hecho versiones de este tema son The Bee Gees, Paul Simon con David Crosby y Graham Nash, John Pizzarelli, James Last, Linda Eder, Sheryl Crow, Gary Glitter, Nick Cave and the Bad Seeds, Bon Jovi, Travis, Coldplay, Voodoo Glow Skulls, Belle and Sebastian, The Runaways, Los Bunkers y Urquingato y Gu, Colbie Caillat, Ghost, la Capella Istropolitana de Bratislava y Amaia Romero al ukelele en el programa El Número 1. Recientemente, Demi Lovato y Naya Rivera, interpretaron esta canción en el episodio Tina in the Sky with Diamonds de la famosa serie televisiva Glee.

## Apariciones en películas
La canción aparece en la versión de 1998 de la película The Parent Trap, donde madre e hija hacen una recreación de la portada de Abbey Road con «Here Comes the Sun» de fondo.
Una versión realizada por Sheryl Crow aparece en la secuencia final de la película Bee Movie.
Una versión realizada por Yuna aparece en los créditos de la película Savages.
La canción suena en la película I am Sam.